# Лухачовице
Лухачовице (чеш. Luhačovice) град је у Чешкој Републици. Град се налази у управној јединици Злински крај, у оквиру којег припада округу Злин.

## Становништво
Према подацима о броју становника из 2014. године град је имао 5.112 становника.

## Партнерски градови
- Пјештјани
- Устроњ
- Хајдусобосло